# Therapy speak
Therapy speak, neboli česky terapeutická mluva, je užití žargonu z prostředí psychologie v běžné mluvě laiků. Therapy speak se v běžné mluvě začal šířit skrze sociální sítě, kde jsou témata duševního zdraví probírána. The New Yorker uvádí, že počet psychologických termínů v běžné řeči narůstá z důvodu, že se psychické zdraví populace zhoršuje. Terapeutka Israa Nasir poznamenala, že popularizace žargonu psychologie je spojena s normalizací duševního zdraví a potřebou pojmenovat své problémy konkrétními názvy.

## Problémy jeho užívání
Jeho užívání však nese riziko, že termíny patřící psychologické terminologii budou užívány ve špatném významu, pokud jej mluvčí nepochopí správně. Dalším problémem therapy speaku je nadužívání termínů, které vývojem jazyka mohou ztratit svůj původní význam.
Dalším problémem užívání žargonu psychologie v každodenní komunikaci je očekávání jedinců, že se bude každý chovat jako terapeut. To může vést k očekávání určité formy emocionální validace, což může při nedostání se očekávané reakce vést k pocitu nepochopení, nebo naopak při přijetí větším počtem lidí to může vést k přeceňování emočních požitků lidí.

## Pozitiva jeho užívání
Při správném užívání terminologie duševního zdraví mohou lidé lépe vyjádřit své problémy a dojít k lepšímu vzájemnému pochopení. Americká koučka Melissa Fabello na síti X zveřejnila vlákno, ve kterém mj. upozornila na to, že pokud se člověk chce se svými problémy svěřit blízké osobě, je na místě se té osoby nejprve zeptat zdali "na nás má emocionální/mentální kapacitu".
Dalším příkladem pozitivního užití metody therapy speaku je užití jiného než minulého času po poskytnutí nějaké formy pomoci jiné osobě. Např. "rádo se děje" namísto "rádo se stalo".

## Příklady užití
- Trauma
- Spouštěč (trigger)
- Narcismus
- Deprese
- Hranice
- Gaslighting